# Papež Hadrijan V.
Papež Hadrijan V., rojen kot (italijansko Ottobuono Fieschi; je bil rimski škof (papež) Rimskokatoliške cerkve, * okrog 1215 Genova (Genovska republika, Sveto rimsko cesarstvo); ; † 18. avgust 1276 Viterbo (Papeška država, Sveto rimsko cesarstvo).

## Življenjepis
Po smrti papeža Inocenca V. 22. junija 1276, ki je vladal komaj pet mesecev, so kardinali pohiteli v Rim in po 19-dnevnem posvetovanju 11. julija 1276 za papeža izvolili ostarelega kardinala Ottobona Fieschija, ki si je privzel ime Hadrijan V. Takoj je preklical neugodni lyonski odlok o volitvah papeža, ki ga je izsilil Karel Anžujski. Že ob izvolitvi je bil hudo bolan in je pisal sorodnikom, ki so mu čestitali izvolitev za papeža: »Rajši bi imel, da bi bil vaš zdrav kardinal kot umirajoč papež.«

Bil je nečak Inocenca IV.. Postal je kardinal-diakon 1251 in je imel pomembno vlogo v vodstvu Cerkve. 1265-68 je bil papeški legat v Angliji, kjer je dosegel mirovni sporazum med kraljem Henrikom III. in velikaši. 

## Smrt in grobnica
Že hudo bolan je iskal zavetja pred hudo rimsko poletno vročino in nalezljivimi boleznimi v Viterbu, kjer je umrl še preden je prejel mašniško in škofovsko posvečenje 18. avgusta 1276. 

Pokopali so ga v minoritski cerkvi sv. Frančiška v Viterbu, San Francesco alla Rocca. Njegovo grobnico, ki je »čudovit izdelek in sijajen biser srednjeveške umetnosti« je uredil kot svoje prvo umetniško delo Arnolfo di Cambio. 
 

### Spomin
Ljudstvu se je vtisnil v spomin kot izkušen diplomat, bolj kot verska osebnost, in vsestranski politik. Za njegovo široko dejavnostjo je ostalo splošno žalovanje in trajen spomin, čeprav mu Dante  v XIX. spevu „Vic” očita greh lakomnosti. Nekateri menijo, da je to bilo utemeljeno. Videti pa je, da ga je pesnik "Božanske komedije" brez pravega temelja imel za takega, ker si ni mogel misliti, da kot Genovčan ne bi bil lakomen. Morebiti je pa njemu pripisal lastnosti njegovega prednika in soimenjaka Hadrijana IV. .